# Тунгу
Тунгу́ (кит. упр. 铜鼓, пиньинь Tónggǔ) — уезд городского округа Ичунь провинции Цзянси (КНР).

## История
Во времена империи Мин эти земли входили в состав Нинчжоуской области (宁州) Наньчанской управы (南昌府). В середине XVI века они стали базой восстания под предводительством Дэн Цзылуна. В 1577 году здесь был создан Тунгуский военный лагерь (铜鼓营).
Во времена империи Цин в 1801 году Нинчжоуская область была переименована в Ининскую область (义宁州). В 1910 году Тунгуский военный лагерь был преобразован в Тунгуский комиссариат (铜鼓厅). После Синьхайской революции в Китае была проведена реформа структуры административного деления, в ходе которой области и управы были упразднены, а комиссариаты были преобразованы в обычные уезды, поэтому в 1913 году Тунгуский комиссариат стал уездом Тунгу.
После образования КНР в 1949 году был образован Специальный район Юаньчжоу (袁州专区), и уезд вошёл в его состав. 8 октября 1952 года Специальный район Юаньчжоу был присоединён к Специальному району Наньчан (南昌专区). 8 декабря 1958 года власти Специального района Наньчан переехали из города Наньчан в уезд Ичунь, и Специальный район Наньчан был переименован в Специальный район Ичунь (宜春专区).
В 1970 году Специальный район Ичунь был переименован в Округ Ичунь (宜春地区).
Постановлением Госсовета КНР от 22 мая 2000 года округ Ичунь был преобразован в городской округ.

## Административное деление
Уезд делится на 6 посёлков и 3 волости.